# Troticus
Troticus (лат.) — род паразитических наездников из семейства Braconidae. Около 15 видов.

## Распространение
Афротропика, Палеарктика, Юго-Восточная Азия.

## Описание
Мелкие перепончатокрылые наездники, длина тела менее 1 см.
Представителей рода можно отличить от всех других родов Agathidinae по признаку раздвоенных коготков; нотаули развиты; латеральные лобные кили острые; эпикнемальный киль с острым углом; яйцеклад короткий.
Род рассматривается в составе трибы Disophrini.
Виды представляют собой одиночных койнобионтов-эндопаразитоидов гусениц Lepidoptera из семейства Lasiocampidae.
- Troticus bredoi Braet, 2001[3]
- Troticus cryptus Braet, 2001
- Troticus dewittei Braet, 2001
- Troticus flaviscapus Braet, 2001
- Troticus louwpenrithi Braet, 2001
- Troticus ocularis Braet, 2001
- Troticus ovalis (Fahringer, 1937)
- Troticus ovatus Brullé, 1846[4]
- Troticus partitus Braet, 2001
- Troticus segetophilus Braet, 2001
- Troticus sharkeyi Braet, 2001
- Troticus spatulatus Braet, 2001
- Troticus tricortus Braet, 2001